# Where Are We Now?
«Where Are We Now?» es una canción del músico británico David Bowie, publicada en el álbum de estudio The Next Day. Fue el primer sencillo del álbum, publicado el 8 de enero de 2013, coincidiendo con el 66 cumpleaños de Bowie, junto a un videoclip dirigido por Tony Oursler.
Según el productor Tony Visconti, la publicación del sencillo coincidiendo con su cumpleaños fue idea del propio Bowie, quien lanzó la canción en iTunes sin ningún comunicado oficial.

## Publicación
Bowie no había publicado material nuevo desde el lanzamiento de Reality en 2003 y no había tocado en directo desde 2006, y la opinión pública creía que se había retirado de la música. Sin embargo, en la mañana de su 66.º cumpleaños, «Where Are We Now?» fue publicado en iTunes junto a información sobre un nuevo álbum de Bowie, The Next Day. La publicación fue inusual al no estar acompañada de ninguna promoción, con los seguidores descubriendo por sí mismos la existencia del nuevo tema.  No obstante, la noticia fue ampliamente cubierta por la prensa musical y el sencillo recibió mucha difusión a través de la radio, lo que le permitió alcanzar el número uno de la lista de descargas de iTunes y el puesto seis en la lista británica UK Singles Chart. A pesar de la atención mediática, Bowie no hizo ninguna aparición pública, y permitió al productor Tony Visconti atender a la prensa en nombre del músico.

## Letra
La letra de «Where Are We Now?» evoca a una persona mayor recordando el tiempo pasado y perdido: "Had to get the train / from Potsdamer Platz / you never knew that / that I could do that / just walking the dead", el último verso provocando una mueca en el cantante en el videoclip. Bowie vuelve a repetir la mueca después del verso: "A man lost in time near KaDeWe / just walking the dead", antes del estribillo. Chris Roberts la definió como "un anhelo espectral, frágil, sin golpes de pecho, sincero en sus pocas y recortadas frases y suspiros referentes a las sucias lecciones del corazón".
El diseñador gráfico Jonathan Barnbrook, que creó la portada de The Next Day, escribió que la canción es "una comparación entre el Berlín después de la caída del Muro y el Berlín actual".

## Videoclip
El videoclip, dirigido por Tony Oursler, muestra los rostros de Bowie y de una mujer (Jacqueline Humphries, posteriormente reconocida como la mujer de Oursler) unidos en la cara de una marioneta y sentados sobre un potro de juguete, con Bowie, según Robert Everett-Green, con "los ojos permanentemente ansiosos del anciano Duque de Windsor".
El video se rodó en lo que podría ser el "estudio de un artista" en Berlín, donde Bowie vivió a partir de 1976, mostrando imágenes en blanco y negro de la ciudad en una pantalla detrás. Comienza con una imagen de un gran diamante y un marco vacío tirado en el suelo, antes de pasar a un estudio que contiene una mezcla de elementos, posiblemente de la propia vida o del apartamento de Bowie en Berlín: maniquíes, botellas, un huevo, un globo ocular en un estante, un cristal, un copo de nieve y un oído gigante de color azul. Bowie también aparece al final del video vistiendo unos pantalones vaqueros y una camiseta con el lema "m/s Song of Norway". Según Sophie Heawood, Song of Norway fue una película en la que Bowie apareció a sugerencia de Hermione Farthingale, su novia en aquel momento.
Las imágenes en la pantalla y las referencias en la letra de la canción incluyen el muro de Berlín y mencionan Bösebrücke, el primer cruce en la frontera que se abrió cuando cayó el muro el 9 de noviembre de 1989 y por el cual pasaron más de 20 000 alemanes del Este durante la primera hora en la que el cruce fue abierto. La letra hace referencia al episodio en la estrofa: "Twenty thousand people / Cross Bösebrücke / Fingers are crossed / just in case". Otras referencias en el video y en la canción son la Puerta de Brandenburgo, la Torre de telecomunicaciones de Berlín, Kaufhaus des Westens, grafitis de Kunsthaus Tacheles, el club Dschungel, Potsdamer Platz, el edificio del Reichstag, el Bundestag y la Columna de la Victoria.

## Posición en listas
«Where Are We Now?» llegó a lo alto de las listas de éxitos digitales en ocho países el día de su publicación. Fue número uno en la lista británica de iTunes a las tres de la tarde. Fue en primera instancia relegada para entrar en otras listas británicas, ya que además de ser vendido por separado, la canción estuvo también disponible de forma gratuita para quienes reservaran The Next Day en iTunes, haciendo que las ventas fueron difíciles de separar. El Official Charts Company resolvió el problema, y el 13 de enero entró en el puesto seis de la lista UK Singles Chart, convirtiéndose en el sencillo más exitoso de Bowie desde que "Absolute Beginners" llegase a la segunda posición en 1986. Fue también su primer top 10 en el Reino Unido desde "Jump They Say" en 1993.

## Personal
- David Bowie: voz y teclados.
- Henry Hey: piano.
- Tony Visconti: orquestación.
- Gerry Leonard: guitarra.
- Tony Levin: bajo.
- Sterling Campbell: batería.